# Record danesi del nuoto
I record danesi del nuoto sono i tempi più veloci mai nuotati in una competizione, da un nuotatore rappresentante la Danimarca.
(Dati aggiornati al 21 dicembre 2021)

## Vasca lunga (50m)

### Uomini
| Gara                     | Tempo    | +  | Atleta | Data              | Evento                     | Luogo                   | Ref   |
| ------------------------ | -------- | -- | --- | ----------------- | -------------------------- | ----------------------- | ----- |
| Stile libero             |          |    | |                   |                            |                         |       |
| 50 m                     | 22"27    |    | Frederik Riedel Lentz | 27 settembre 2021 | Campionato interno         | Søborg, Danimarca       |       |
| 100 m                    | 49"06    | s  | Jakob Andkjær | 7 luglio 2007     | Campionati danesi          | Aarhus, Danimarca       |       |
| 200 m                    | 1'46"94  | s  | Mads Glæsner | 9 aprile 2009     | Campionati danesi          | Esbjerg, Danimarca      |       |
| 400 m                    | 3'44"40  |    | Mads Glæsner | 26 luglio 2009    | Campionati mondiali        | Roma, Italia            | [ 1 ] |
| 800 m                    | 7'48"74  | b  | Anton Ipsen | 23 luglio 2019    | Campionati mondiali        | Gwangju, Corea del Sud  |       |
| 1500 m                   | 14'47"75 |    | Alexander Nørgaard | 27 luglio 2019    | Campionati mondiali        | Gwangju, Corea del Sud  |       |
| Dorso                    |          |    | |                   |                            |                         |       |
| 50 m                     | 24"89    |    | Robert Falborg Pedersen | 16 marzo 2025     | Campionati danesi dell'Est | Bellahøj, Danimarca     |       |
| 100 m                    | 54"26    |    | Robert Falborg Pedersen | 8 aprile 2025     | Open di Danimarca          | Copenaghen, Danimarca   |       |
| 200 m                    | 1'59"58  |    | Alexander Gliese | 8 aprile 2019     | Open di Danimarca          | Taastrup, Danimarca     |       |
| Rana                     |          |    | |                   |                            |                         |       |
| 50 m                     | 27"08    | sf | Tobias Bjerg | 23 luglio 2019    | Campionati mondiali        | Gwangju, Corea del Sud  |       |
| 100 m                    | 59"17    | b  | Tobias Bjerg | 8 aprile 2019     | Open di Danimarca          | Taastrup, Danimarca     |       |
| 200 m                    | 2'11"41  | b  | Chris Boe Christensen | 30 luglio 2009    | Campionati mondiali        | Roma, Italia            | [ 2 ] |
| Farfalla                 |          |    | |                   |                            |                         |       |
| 50 m                     | 22"93    |    | Jakob Andkjær | 27 luglio 2009    | Campionati mondiali        | Roma, Italia            | [ 3 ] |
| 100 m                    | 51"50    |    | Casper Puggaard | 14 luglio 2024    | Campionati danesi          | Herning, Danimarca      |       |
| 200 m                    | 1'54"47  |    | Viktor Bromer | 4 agosto 2015     | Campionati mondiali        | Kazan', Russia          | [ 4 ] |
| Misti                    |          |    | |                   |                            |                         |       |
| 200 m                    | 2'00"69  |    | Daniel Skaaning | 15 aprile 2019    | Swim Open Stockholm        | Stoccolma, Svezia       |       |
| 400 m                    | 4'16"34  |    | Anton Ipsen | 7 aprile 2019     | Open di Danimarca          | Taastrup, Danimarca     |       |
| Staffette a stile libero |          |    | |                   |                            |                         |       |
| 4×100 m                  | 3'17"70  | b  | Squadra nazionale Frederik Riedel Lentz (49"26) Oliver Sogaard (48"83) William Textor (50"48) Rasmus Nickelsen (49"13))        | 20 giugno 2024    | Campionati europei         | Belgrado, Serbia        |       |
| 4×200 m                  | 7'12"66  | b  | Squadra nazionale Anders Lie Nielsen (1'47"62) Daniel Skaaning (1'46"78) Søren Dahl (1'47"43) Magnus Westermann (1'50"83)      | 9 agosto 2016     | Giochi olimpici            | Rio de Janeiro, Brasile | [ 5 ] |
| Staffetta mista          |          |    | |                   |                            |                         |       |
| 4×100 m                  | 3'35"30  |    | Squadra nazionale Robert Falborg Pedersen (56"26) Elias Elsgaard (59"90) Casper Puggaard (50"87) Frederik Riedel Lentz (48"27) | 23 giugno 2024    | Campionati europei         | Belgrado, Serbia        |       |

Legenda:  - Record del mondo;  - Record europeo;

Record non ottenuti in finale: (b) - batteria; (sf) - semifinale; (s) - staffetta prima frazione.

### Donne
| Gara                     | Tempo    | +              | Atleta | Data           | Evento              | Luogo                   | Ref    |
| ------------------------ | -------- | -------------- | --- | -------------- | ------------------- | ----------------------- | ------ |
| Stile libero             |          |                | |                |                     |                         |        |
| 50 m                     | 23"75    |                | Pernille Blume | 4 agosto 2018  | Campionati europei  | Glasgow, Regno Unito    | [ 6 ]  |
| 100 m                    | 52"69    |                | Pernille Blume | 28 luglio 2017 | Campionati mondiali | Budapest, Ungheria      | [ 7 ]  |
| 200 m                    | 1'57"61  | s, b           | Julie Hjorth-Hansen | 30 luglio 2009 | Campionati mondiali | Roma, Italia            | [ 8 ]  |
| 400 m                    | 4'03"98  |                | Lotte Friis | 29 luglio 2012 | Giochi olimpici     | Londra, Regno Unito     | [ 9 ]  |
| 800 m                    | 8'15"92  |                | Lotte Friis | 1º agosto 2009 | Campionati mondiali | Roma, Italia            | [ 10 ] |
| 1500 m                   | 15'38"88 | Record europeo | Lotte Friis | 30 luglio 2013 | Campionati mondiali | Barcellona, Spagna      | [ 11 ] |
| Dorso                    |          |                | |                |                     |                         |        |
| 50 m                     | 27"63    | sf             | Mie Nielsen | 5 agosto 2015  | Campionati mondiali | Kazan', Russia          | [ 12 ] |
| 100 m                    | 58"73    |                | Mie Nielsen | 19 maggio 2016 | Campionati europei  | Londra, Regno Unito     | [ 13 ] |
| 200 m                    | 2'10"27  | b              | Pernille Jessing Larsen | 31 luglio 2009 | Campionati mondiali | Roma, Italia            | [ 14 ] |
| Rana                     |          |                | |                |                     |                         |        |
| 50 m                     | 30"57    | sf             | Rikke Møller Pedersen | 3 agosto 2013  | Campionati mondiali | Barcellona, Spagna      | [ 15 ] |
| 100 m                    | 1'05"93  |                | Rikke Møller Pedersen | 30 luglio 2013 | Campionati mondiali | Barcellona, Spagna      | [ 16 ] |
| 200 m                    | 2'19"11  | sf             | Rikke Møller Pedersen | 1º agosto 2013 | Campionati mondiali | Barcellona, Spagna      | [ 17 ] |
| Farfalla                 |          |                | |                |                     |                         |        |
| 50 m                     | 25"24    |                | Jeanette Ottesen | 3 agosto 2013  | Campionati mondiali | Barcellona, Spagna      | [ 18 ] |
| 100 m                    | 56"51    |                | Jeanette Ottesen | 22 agosto 2014 | Campionati europei  | Berlino, Germania       | [ 19 ] |
| 200 m                    | 2'06"65  | sf             | Helena Rosendahl Bach | 31 luglio 2024 | Giochi olimpici     | Parigi, Francia         |        |
| Misti                    |          |                | |                |                     |                         |        |
| 200 m                    | 2'09"73  |                | Julie Hjorth-Hansen | 27 luglio 2009 | Campionati mondiali | Roma, Italia            | [ 20 ] |
| 400 m                    | 4'38"20  | b              | Julie Hjorth-Hansen | 2 agosto 2009  | Campionati mondiali | Roma, Italia            | [ 21 ] |
| Staffette a stile libero |          |                | |                |                     |                         |        |
| 4×100 m                  | 3'35"56  | b              | Squadra nazionale Pernille Blume (53"15) Signe Bro (53"19) Julie Kepp Jensen (54"72) Jeanette Ottesen (54"50)                       | 24 luglio 2021 | Giochi olimpici     | Tokyo, Giappone         |        |
| 4×200 m                  | 7'55"56  | b              | Squadra nazionale Julie Hjorth-Hansen (1'57"61) Micha Østergaard Jensen (1'59"29) Louise Mai Jansen (1'59"74) Lotte Friis (1'58"92) | 30 luglio 2009 | Campionati mondiali | Roma, Italia            | [ 8 ]  |
| Staffetta mista          |          |                | |                |                     |                         |        |
| 4×100 m                  | 3'55"01  |                | Squadra nazionale Mie Nielsen (58"75) Rikke Møller Pedersen (1'06"62) Jeanette Ottesen (56"43) Pernille Blume (53"21)               | 13 agosto 2016 | Giochi olimpici     | Rio de Janeiro, Brasile | [ 22 ] |

Legenda:  - Record del mondo;  - Record europeo;

Record non ottenuti in finale: (b) - batteria; (sf) - semifinale; (s) - staffetta prima frazione.

### Mista
| Gara                     | Tempo   | + | Atleta | Data           | Evento             | Luogo              | Ref |
| ------------------------ | ------- | - | --- | -------------- | ------------------ | ------------------ | --- |
| Staffetta a stile libero |         |   | |                |                    |                    |     |
| 4x100 m                  | 3'28"35 | b | Squadra nazionale Mathias Rysgaard (49"08) Frederik Ried Lentz (48"60) Julie Kepp Jensen (54"64) Emily Gantriis (56"03) | 22 maggio 2021 | Campionati europei | Budapest, Ungheria |     |
| Staffetta mista          |         |   | |                |                    |                    |     |
| 4x100 m                  | 3'48"06 | b | Squadra nazionale Karoline Sørensen (1'02"40) Tobias Bjerg (58"98) Emilie Beckmann (58"04) Mathias Rysgaard (48"64)     | 20 maggio 2021 | Campionati europei | Budapest, Ungheria |     |

Legenda:  - Record del mondo;  - Record europeo;

Record non ottenuti in finale: (b) - batteria; (sf) - semifinale; (s) - staffetta prima frazione.

## Vasca corta (25m)

### Uomini
| Gara                     | Tempo    | +    | Atleta | Data             | Evento              | Luogo                      | Ref    |
| ------------------------ | -------- | ---- | --- | ---------------- | ------------------- | -------------------------- | ------ |
| Stile libero             |          |      | |                  |                     |                            |        |
| 50 m                     | 21"26    | s, b | Jakob Andkjær | 13 dicembre 2009 | Campionati europei  | Istanbul, Turchia          | [ 23 ] |
| 100 m                    | 47"09    | s    | Frederik Riedel Lentz | 16 dicembre 2022 | Campionati danesi   | Vejle, Danimarca           |        |
| 200 m                    | 1'43"69  |      | Anders Lie Nielsen | 7 dicembre 2016  | Campionati mondiali | Windsor, Canada            | [ 24 ] |
| 400 m                    | 3'36"82  |      | Mads Glæsner | 10 dicembre 2009 | Campionati europei  | Istanbul, Turchia          | [ 25 ] |
| 800 m                    | 7'32"77  |      | Alexander Nørgaard | 18 dicembre 2020 | Campionati danesi   | Helsingør, Danimarca       |        |
| 1500 m                   | 14'26"74 |      | Mads Glæsner | 12 dicembre 2009 | Campionati europei  | Istanbul, Turchia          | [ 26 ] |
| Dorso                    |          |      | |                  |                     |                            |        |
| 50 m                     | 23"20    | s    | Robert Falborg Pedersen | 13 dicembre 2024 | Campionati danesi   | Bellahøj, Danimarca        |        |
| 100 m                    | 51"54    |      | Anders Jensen | 19 dicembre 2009 | Campionati danesi   | Bellahøj, Danimarca        | [ 27 ] |
| 200 m                    | 1'52"33  |      | Anders Jensen | 19 dicembre 2009 | Campionati danesi   | Bellahøj, Danimarca        | [ 28 ] |
| Rana                     |          |      | |                  |                     |                            |        |
| 50 m                     | 26"14    | b    | Tobias Bjerg | 4 dicembre 2019  | Campionati europei  | Glasgow, Regno Unito       |        |
| 100 m                    | 56"98    |      | Tobias Bjerg | 7 dicembre 2019  | Campionati europei  | Glasgow, Regno Unito       |        |
| 200 m                    | 2'05"38  | b    | Chris Christensen | 13 dicembre 2009 | Campionati europei  | Istanbul, Turchia          | [ 29 ] |
| Farfalla                 |          |      | |                  |                     |                            |        |
| 50 m                     | 22"69    |      | Rasmus Nickelsen | 15 dicembre 2023 | Campionati danesi   | Comune di Greve, Danimarca |        |
| 100 m                    | 50"64    |      | Rasmus Nickelsen | 17 dicembre 2023 | Campionati danesi   | Comune di Greve, Danimarca |        |
| 200 m                    | 1'51"62  |      | Viktor Bromer | 6 dicembre 2015  | Campionati europei  | Netanya, Israele           | [ 30 ] |
| Misti                    |          |      | |                  |                     |                            |        |
| 100 m                    | 52"51    |      | Robert Falborg Pedersen | 12 dicembre 2024 | Campionati danesi   | Bellahøj, Danimarca        |        |
| 200 m                    | 1'54"86  |      | Viktor Bromer | 14 novembre 2013 | Campionati danesi   | Gladsaxe, Danimarca        | [ 31 ] |
| 400 m                    | 4'05"98  | b    | Chris Christensen | 11 dicembre 2009 | Campionati europei  | Istanbul, Turchia          | [ 32 ] |
| Staffette a stile libero |          |      | |                  |                     |                            |        |
| 4×50 m                   | 1'26"67  | b    | Squadra nazionale Frederik Pedersen (22"01) Anders Lie (21"38) Daniel Skaaning (21"95) Mathias Rysgaard (21"33)                 | 13 dicembre 2017 | Campionati europei  | Copenaghen, Danimarca      | [ 33 ] |
| 4×100 m                  | 3'12"64  |      | Farum Svømmeklub Kevin Witt Christensen (49"56) Magnus Jákupsson (48"92) Frederik Siem Pedersen (47"29) Anders Lie (46"87)      | 18 dicembre 2016 | Campionati danesi   | Bellahøj, Danimarca        | [ 34 ] |
| 4×200 m                  | 6'54"49  |      | Squadra nazionale Sebastian Ovesen (1'44"75) Daniel Skaaning (1'44"15) Frans Johannessen (1'43"70) Anders Lie Nielsen (1'41"89) | 9 dicembre 2016  | Campionati mondiali | Windsor, Canada            | [ 35 ] |
| Staffette miste          |          |      | |                  |                     |                            |        |
| 4×50 m                   | 1'35"28  | b    | Squadra nazionale Magnus Jákupsson (24"46) Tobias Bjerg (25"94) Daniel Steen Andersen (23"05) Anders Lie (21"83)                | 17 dicembre 2017 | Campionati europei  | Copenaghen, Danimarca      | [ 36 ] |
| 4×100 m                  | 3'31"56  |      | Hovedstadens Drenge I Luccas Dam Brenner (53"67) Rio Halawi (1'00"15) Casper Puggaard (50"30) Rasmus Nickelsen (46"94)          | 12 dicembre 2024 | Campionati danesi   | Bellahøj, Danimarca        |        |

Legenda:  - Record del mondo;  - Record europeo;

Record non ottenuti in finale: (b) - batteria; (sf) - semifinale; (s) - staffetta prima frazione.

### Donne
| Gara                     | Tempo    | + | Atleta | Data                              | Evento                              | Luogo                                           | Ref           |
| ------------------------ | -------- | - | --- | --------------------------------- | ----------------------------------- | ----------------------------------------------- | ------------- |
| Stile libero             |          |   | |                                   |                                     |                                                 |               |
| 50 m                     | 23"49    |   | Jeanette Ottesen Pernille Blume                                                                                        | 12 dicembre 2015 17 dicembre 2017 | Duel in the Pool Campionati europei | Indianapolis, Stati Uniti Copenaghen, Danimarca | [ 37 ] [ 38 ] |
| 100 m                    | 51"58    |   | Jeanette Ottesen | 9 novembre 2016                   | Coppa del Mondo                     | Doha, Qatar                                     | [ 39 ]        |
| 200 m                    | 1'54"82  |   | Martine Damborg | 14 dicembre 2024                  | Campionati danesi                   | Bellahøj, Danimarca                             |               |
| 400 m                    | 3'58"02  |   | Lotte Friis | 10 dicembre 2011                  | Campionati europei                  | Stettino, Polonia                               | [ 40 ]        |
| 800 m                    | 8'04"61  |   | Lotte Friis | 14 novembre 2009                  | Coppa del Mondo                     | Berlino, Germania                               | [ 41 ]        |
| 1500 m                   | 15'28"65 |   | Lotte Friis | 28 novembre 2009                  | Campionati danesi                   | Birkerød, Danimarca                             | [ 42 ]        |
| Dorso                    |          |   | |                                   |                                     |                                                 |               |
| 50 m                     | 25"85    |   | Julie Kepp Jensen | 14 dicembre 2022                  | Campionati mondiali                 | Melbourne, Australia                            |               |
| 100 m                    | 55"99    |   | Mie Nielsen | 13 dicembre 2013                  | Campionati europei                  | Herning, Danimarca                              | [ 43 ]        |
| 200 m                    | 2'03"50  |   | Pernille Larsen | 13 dicembre 2009                  | Campionati europei                  | Istanbul, Turchia                               | [ 44 ]        |
| Rana                     |          |   | |                                   |                                     |                                                 |               |
| 50 m                     | 29"87    |   | Rikke Møller Pedersen                                                                                                  | 12 dicembre 2013                  | Campionati europei                  | Herning, Danimarca                              | [ 45 ]        |
| 100 m                    | 1'03"74  |   | Rikke Møller Pedersen                                                                                                  | 10 agosto 2013                    | Coppa del Mondo                     | Berlino, Germania                               | [ 46 ]        |
| 200 m                    | 2'15"21  |   | Rikke Møller Pedersen                                                                                                  | 13 dicembre 2013                  | Campionati europei                  | Herning, Danimarca                              | [ 47 ]        |
| Farfalla                 |          |   | |                                   |                                     |                                                 |               |
| 50 m                     | 24"71    |   | Jeanette Ottesen | 5 dicembre 2014                   | Campionati mondiali                 | Doha, Qatar                                     | [ 48 ]        |
| 100 m                    | 55"10    |   | Jeanette Ottesen | 11 dicembre 2015                  | Duel in the Pool                    | Indianapolis, Stati Uniti                       | [ 49 ]        |
| 200 m                    | 2'03"86  |   | Helena Rosendahl Bach                                                                                                  | 7 dicembre 2023                   | Campionati europei                  | Otopeni, Romania                                |               |
| Misti                    |          |   | |                                   |                                     |                                                 |               |
| 100 m                    | 58"17    |   | Martine Damborg | 15 dicembre 2024                  | Campionati danesi                   | Bellahøj, Danimarca                             |               |
| 200 m                    | 2'07"08  |   | Julie Hjorth-Hansen | 18 aprile 2009                    | Campionati danesi                   | Kastrup, Danimarca                              | [ 50 ]        |
| 400 m                    | 4'32"39  |   | Julie Hjorth-Hansen | 18 aprile 2009                    | Campionati danesi                   | Kastrup, Danimarca                              | [ 51 ]        |
| Staffette a stile libero |          |   | |                                   |                                     |                                                 |               |
| 4×50 m                   | 1'35"24  |   | Squadra nazionale Julie Kepp Jensen (24"44) Jeanette Ottesen (23"61) Emilie Beckmann (23"99) Pernille Blume (23"20)    | 6 dicembre 2019                   | Campionati europei                  | Glasgow, Regno Unito                            |               |
| 4×100 m                  | 3'29"86  |   | Squadra nazionale Jeanette Ottesen (51"91) Julie Larsen Levisen (53"26) Mie Nielsen (52"03) Pernille Blume (52"66)     | 5 dicembre 2014                   | Campionati mondiali                 | Doha, Qatar                                     | [ 52 ]        |
| 4×200 m                  | 7'47"04  |   | Squadra nazionale Lotte Friis (1'55"93) Pernille Blume (1'56"81) Katrine Holm Sørensen (2'00"57) Mie Nielsen (1'53"73) | 12 dicembre 2012                  | Campionati mondiali                 | Istanbul, Turchia                               | [ 53 ]        |
| Staffette miste          |          |   | |                                   |                                     |                                                 |               |
| 4×50 m                   | 1'44"04  |   | Squadra nazionale Mie Nielsen (26"39) Rikke Møller Pedersen (29"56) Jeanette Ottesen (24"09) Pernille Blume (24"00)    | 5 dicembre 2014                   | Campionati mondiali                 | Doha, Qatar                                     | [ 54 ]        |
| 4×100 m                  | 3'48"86  |   | Squadra nazionale Mie Nielsen (56"86) Rikke Møller Pedersen (1'04"62) Jeanette Ottesen (54"99) Pernille Blume (52"32)  | 7 dicembre 2014                   | Campionati mondiali                 | Doha, Qatar                                     | [ 55 ]        |

Legenda:  - Record del mondo;  - Record europeo;

Record non ottenuti in finale: (b) - batteria; (sf) - semifinale; (s) - staffetta prima frazione.

### Mista
| Gara                     | Tempo   | + | Atleta | Data            | Evento             | Luogo                | Ref |
| ------------------------ | ------- | - | --- | --------------- | ------------------ | -------------------- | --- |
| Staffetta a stile libero |         |   | |                 |                    |                      |     |
| 4x50 m                   | 1'31"51 |   | Squadra nazionale Riedel Lentz Frederik (21"53) Rasmus Nickelsen (21"69) Julie Kepp Jensen (23"58) Sabro Ebbesen Elisabeth (24"05) | 6 novembre 2021 | Campionati europei | Kazan', Russia       |     |
| Staffetta mista          |         |   | |                 |                    |                      |     |
| 4x50 m                   | 1'38"02 |   | Squadra nazionale Mathias Rysgaard (23"98) Tobias Bjerg (25"51) Jeanette Ottesen (25"04) Pernille Blume (23"49)                    | 5 dicembre 2019 | Campionati europei | Glasgow, Regno Unito |     |

Legenda:  - Record del mondo;  - Record europeo;

Record non ottenuti in finale: (b) - batteria; (sf) - semifinale; (s) - staffetta prima frazione.